# Komora pęcherzykowa

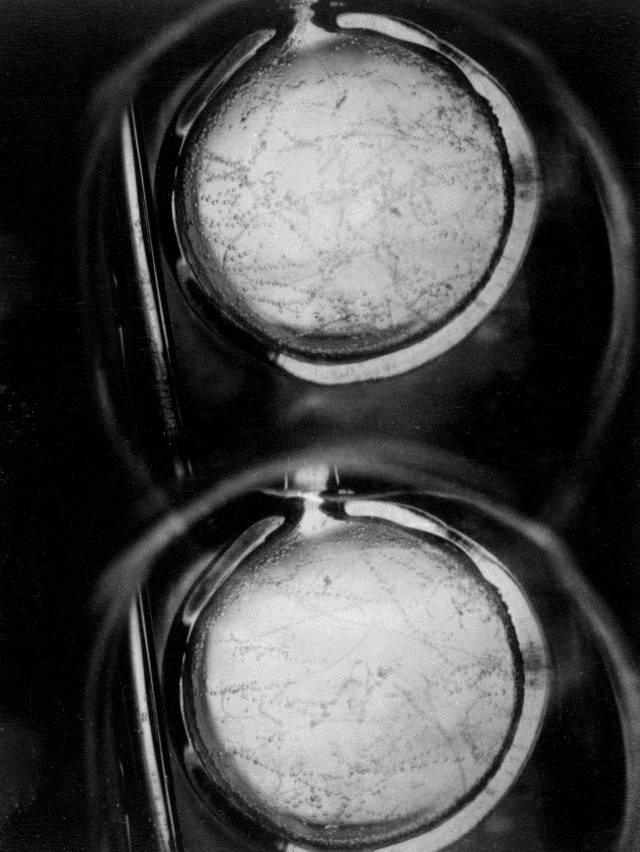
Okienka komory z widocznymi śladami w komorze wypełnionej ciekłym wodorem

Komora pęcherzykowa, urządzenie służące do obserwacji śladów cząstek elementarnych (promieniowania jonizującego) zaprojektowane w roku 1952 przez Donalda Glasera, za co został uhonorowany w 1960 Nagrodą Nobla w dziedzinie fizyki.
Konstrukcja komory pęcherzykowej podobna jest do budowy komory mgłowej. Jest to zazwyczaj cylinder wypełniony przeźroczystą cieczą (np. wodorem, deuterem, helem w stanie ciekłym), skonstruowany w taki sposób, aby można było szybko zmienić jego pojemność (np. poprzez przesunięcie tłoka zamykającego komorę nagle zmniejsza się ciśnienie cieczy), wprowadzając w ten sposób znajdującą się w komorze ciecz w ciecz przegrzaną (jest w stanie ciekłym powyżej temperatury wrzenia). Przelatujące przez przegrzaną ciecz cząstki jonizujące zostawiają za sobą ślad w postaci pęcherzyków pary.
Komory pęcherzykowe umieszczane są zazwyczaj w silnym, jednorodnym polu magnetycznym, co umożliwia rozróżnienie ładunków, określenie stosunku ładunku do masy i pędu poszczególnych cząstek.
Obecnie komór pęcherzykowych, podobnie jak komór Wilsona, nie używa się. Zostały one zastąpione detektorami pozycjoczułymi.